# Боков, Алексей Николаевич
Алексей Николаевич Боков (12 сентября 1927, Могилёв — 2014) — ученый-медик, доктор медицинских наук, профессор. Заслуженный деятель науки РСФСР (1991). Основатель ростовской научной школы коммунальной гигиены.

## Биография
Алексей Николаевич Боков родился 12 сентября 1927 года в белорусском городе Могилёве. Учился в фельдшерской-акушерской школе (1946).
В 1951 году успешно окончил Курский медицинский институт (ныне Курский государственный медицинский университет). Учился в аспирантуре института. По окончании учёбы работал ассистентом, доцентом. В 1959 году приказом Минздрава РСФСР был переведён в Ростовский медицинский институт.
С 1959 по 2013 года работал в Ростовском государственном медицинском университете. С 1959 по 1996 год был зав. кафедрой коммунальной гигиены. В 1955 году защитил кандидатскую диссертацию на соискание учёной степени кандидата медицинских наук на тему «Вопросы гигиены труда в производстве лимонной кислоты». В 1969 году в Ростовском государственном медицинском университете защитил докторскую диссертацию на тему: «Гигиеническая оценка токсичности строительных материалов и изделий из синтетических полимеров». Получил ученое звание доктора медицинских наук. В 1959—1962 годах занимал должность заместителя декана, в 1970—1972 годах — проректор медицинского института по научной работе. C 1996 года — профессор кафедры гигиены Ростовского государственного медицинского университета.
Алексей Николаевич Боков скончался в 2014 году.

## Научная деятельность
Область научных интересов: применение полимерных материалов в народном хозяйстве и их воздействие на организм человека. Под его руководством подготовлено 40 докторов и кандидатов наук.
А. Н. Боков имел 15 изобретений, являлся автором около 450 научных трудов. Основные:
- Как правильно готовить пищу (1955, Курск)
- Гигиена и токсикология полимерных строительных материалов и некоторых химических веществ: Методика и результаты исследований (1968, Ростов-на-Дону)
- Гигиена и токсикология полимерных строительных материалов (1977, Ростов-на-Дону)

Действительный член Российской экологической академии, академик Российской академии проблем безопасности, обороны и правопорядка. Был экспертом Всемирной Организации Здравоохранения.

## Награды и звания
- Заслуженный деятель науки РСФСР (1991)
- «Отличник здравоохранения» (1972)
- Медаль «За доблестный труд»
- Медаль «Ветеран труда» (1985)